# تراموا مون‌پلیه
تراموا مون‌پلیه (فرانسوی: Tramway de Montpellier‎) سیستم تراموا در شهر مون‌پلیه، فرانسه است.
این تراموا که در سال ۲۰۰۰ تأسیس شده دارای ۴ خط، ۸۴ ایستگاه و ۶۰٫۵ کیلومتر طول می‌باشد.

## نگارخانه

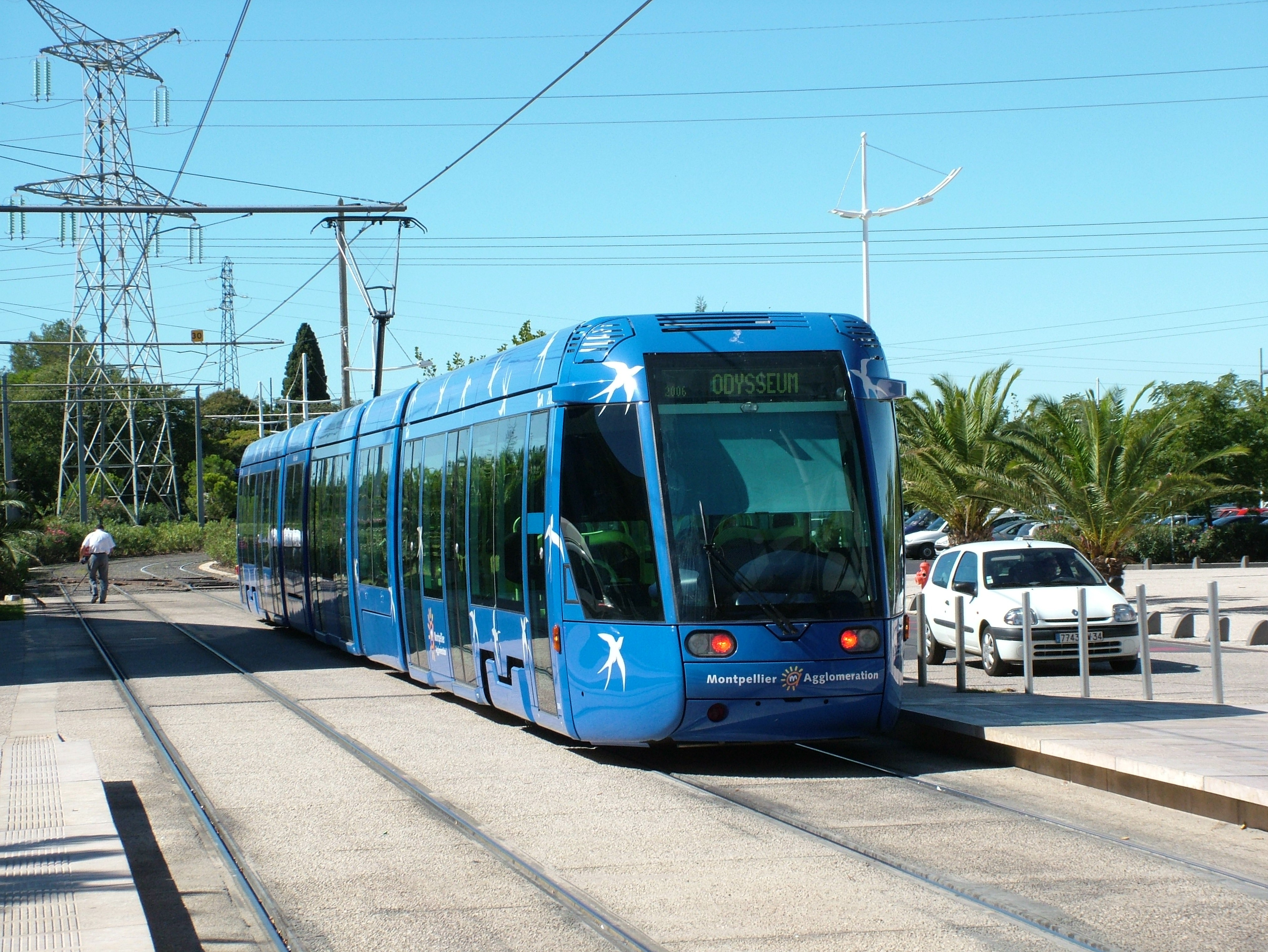
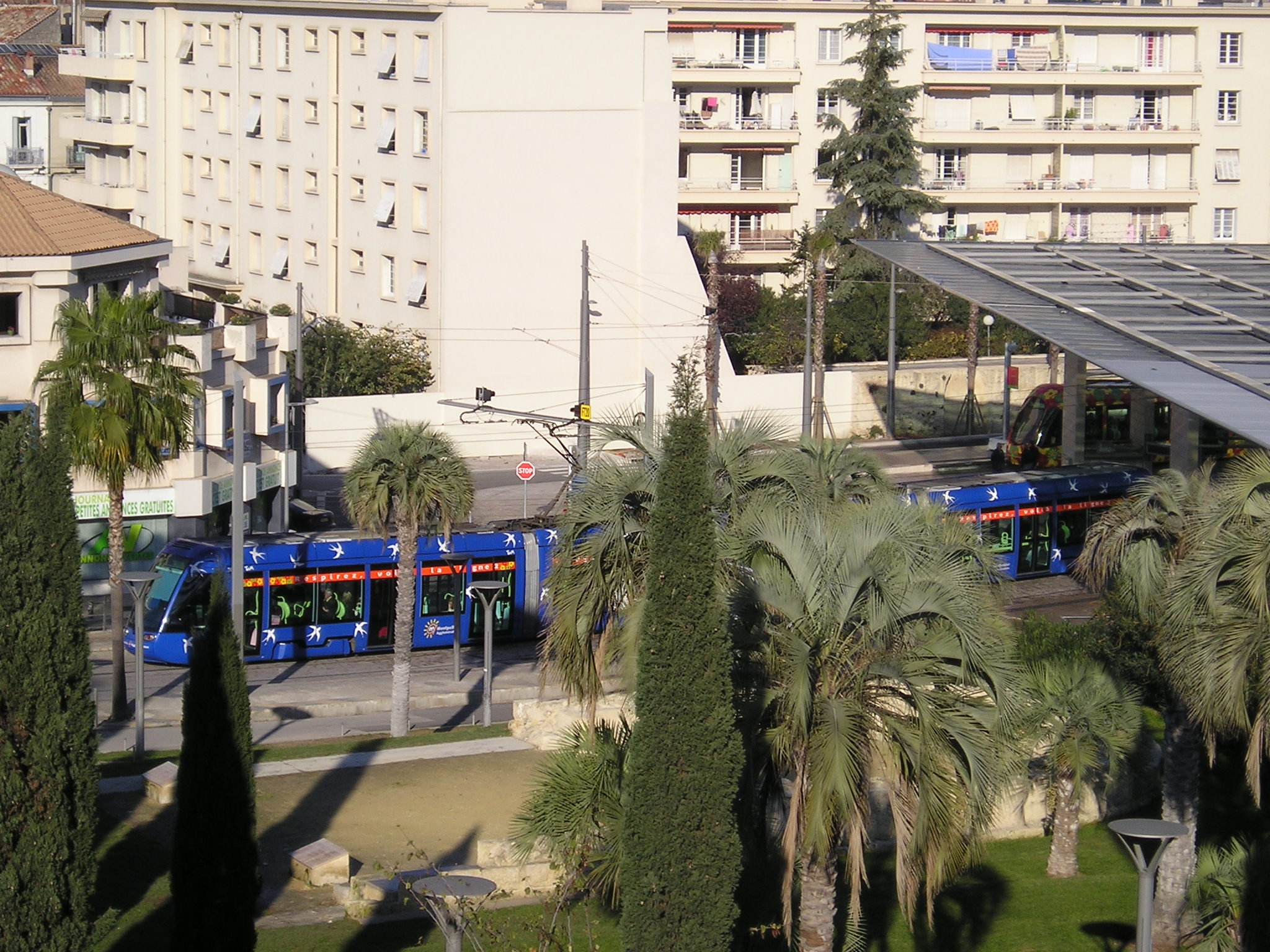
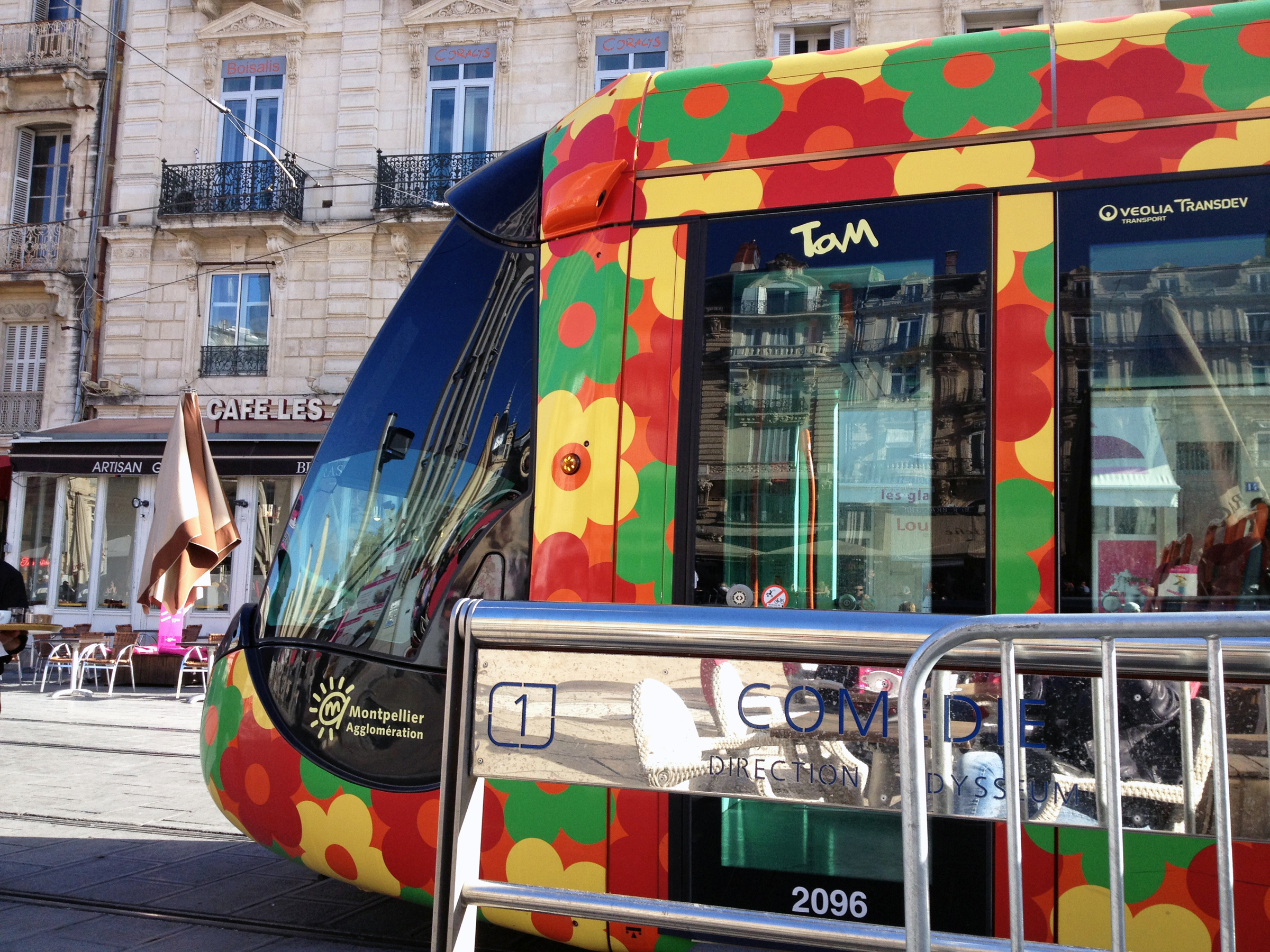
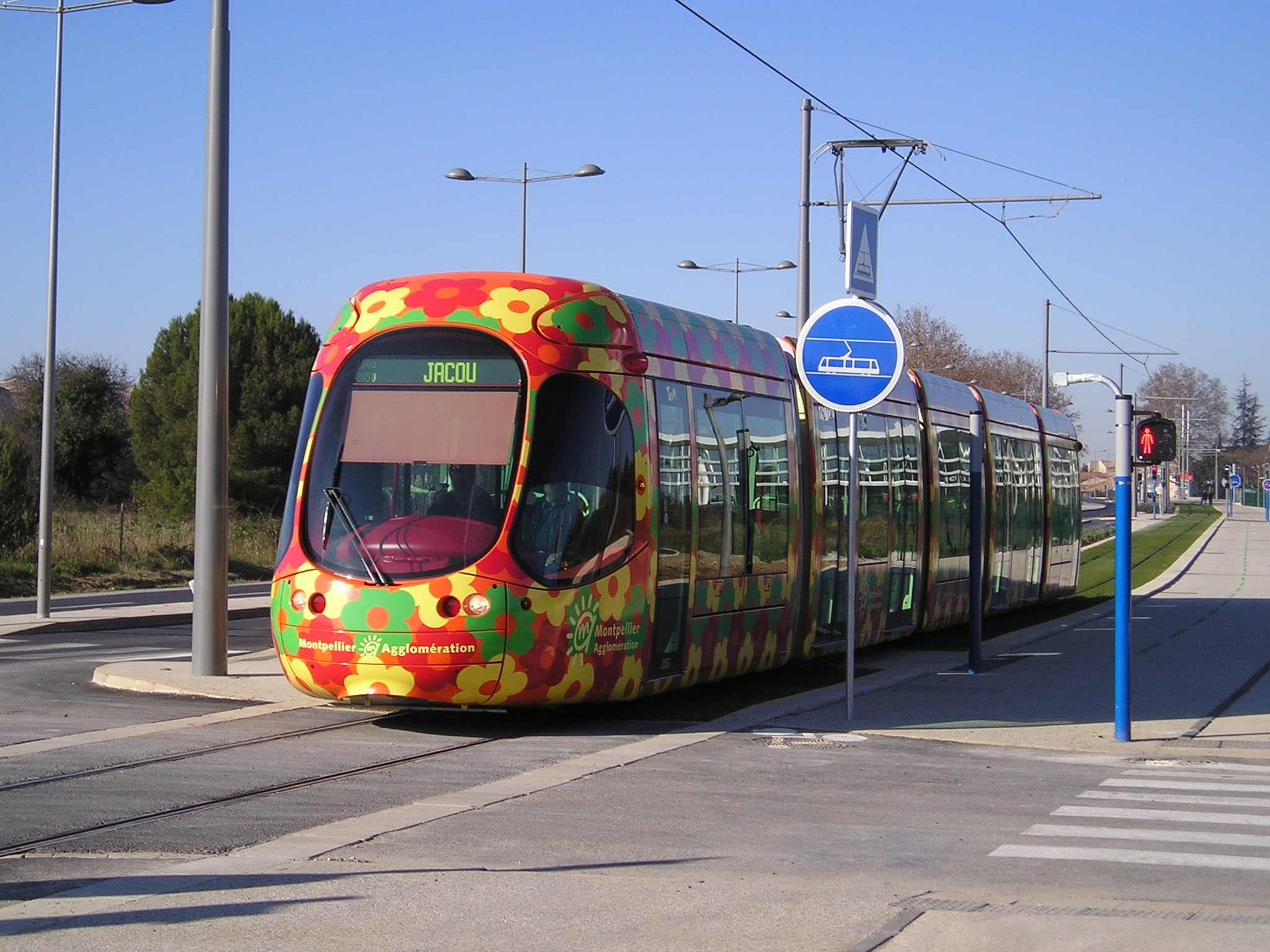
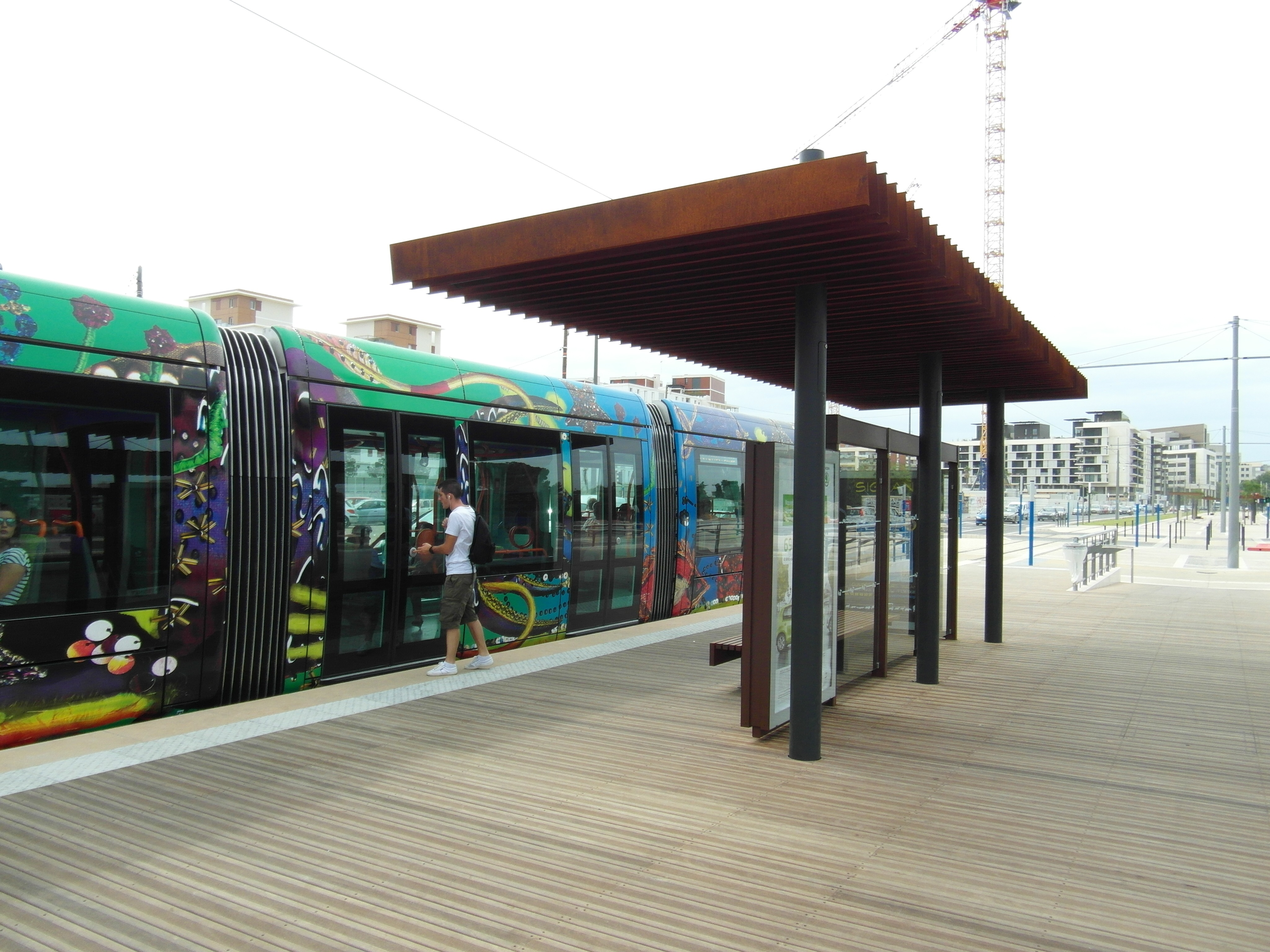